# آریادنه
آریادنه (به انگلیسی: Ariadne)، در اسطوره‌های یونان، دختر مینوس (پادشاه کرت) است.
آریادنه، دختر مینوس، پادشاه کرت بود. هنگامی که تسئوس از آتن، برای مینوتور را کشتن، به کرت آمد، آریادنه سخت بدو دل باخت. تسئوس بنا بر روایتی از آتن آمده بود تا خودش را، در جای قربانی، به مینوتور تسلیم کند. مینوتور در دالان‌های هزارتویی می‌زیست، که دایدالوس به فرمان پاسیفائه برای مینوتور ساخته بود. آریادنه برای یاری دادن به دلبر ش، راه بیرون آمدن از هزارتوی مینوتور را از دایدالوس پرسید و به تسئوس آموزاند. نیز پنهانی شمشیری بدو داد، تا با آن آن غول آدمخوار را بکشد و دوک ریسمانی بدو سپرد، که هنگام پیش‌رفتن در هزارتو آن را بگشاید تا هنگام بازگشتن راه ش را بیابد. تسئوس مینوتور را کشت و چنان که آریادنه بدو آموزانده بود، از هزارتو بیرون آمد و با آریادنه به سوی آتن گریختند.
آریادنه از تسئوس قول گرفته بود که او را با خودش به یونان ببرد، اما آتنا به تسئوس گفت، که آریادنه و فدرا را در آبخوست ناکسوس رها کند. خدایان کاری کردند که همه چیز دربارهٔ آریادنه از یاد تسئوس زدوده شود، چندان که او آریادنه را، که در همان آبخوست در گوشه‌ای خلوت خفته بود، رها کرد. آریادنه آن قدر در آن جا ماند، تا سرانجام دیونیسوس او را یافت و از آن جا رهاند و با او ازدواج کرد.